# Echinogorgia mertoni
Echinogorgia mertoni är en korallart som beskrevs av Kükenthal 1919. Echinogorgia mertoni ingår i släktet Echinogorgia och familjen Plexauridae. Inga underarter finns listade i Catalogue of Life.